# DOS-7
Il DOS - 7 è stato il primo modulo della complessa stazione spaziale sovietica Mir, che stazionò in bassa orbita terrestre dal 1986 al 2001. In generale definito come o il modulo di base o blocco di base, il modulo è stato lanciato in orbita il 20 febbraio 1986 con un vettore Proton-K dal cosmodromo di Baikonur. La navicella è simile nel design a due precedenti stazioni orbitali sovietici, Salyut 6 e Salyut 7, tuttavia possedeva un'aggiunta rivoluzionaria nell'aggancio a più nodi in corrispondenza dell'estremità anteriore del modulo. Questo, oltre alla porta docking sul retro del veicolo spaziale, ha permesso l'inserimento di altri cinque moduli aggiuntivi ( Kvant-1 (1987), Kvant-2 (1989), Kristall (1990), Spektr (1995) e Priroda (1996)) a essere ancorata direttamente al DOS -7, ampliando notevolmente le capacità della stazione.

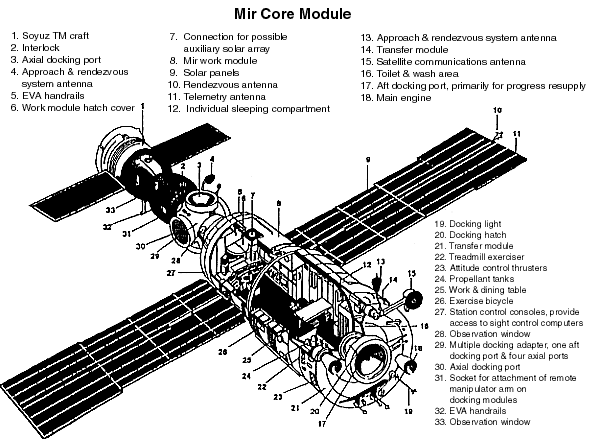
Spaccato del modulo principale

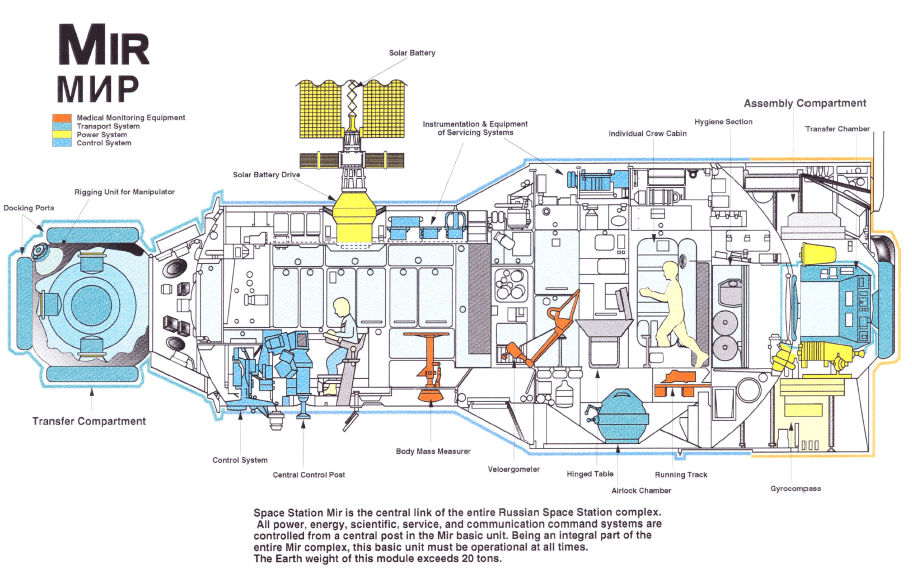
Spaccato del DOS 7

## Caratteristiche
- Lunghezza: 13.13 m
- Diametro: 4.15 m
- Volume abitabile: 90 m³
- Massa: 20,400 kg
- Ampiezza ali: 20.73 m
- Configurazione: Tipo DOS (Dolgovremennaya Orbitalnaya Stanziya)

## Descrizione
Il disegno del Modulo di base della MIR (DOS-7) fu basato sui precedenti progetti DOS selle stazioni Salyut 6 e Salyut 7. Nonostante ciò, ci furono molte differenze sostanziali che inclusero computer e pannelli solari migliorati. Fu progettata per ospitare comodamente due cosmonauti, ognuno con la propria cabina. Il Modulo base ebbe anche sei porte d'attracco. Quattro di esse, che furono collocate radialmente sul fronte del modulo, furono chiamate porte "passanti", progettate per espansioni future della stazione. Altre due porte furono collocate lateralmente, una al centro e l'altra verso la coda del modulo, progettate per l'aggancio di moduli Soyuz e Progress. La MIR ebbe due motori, collocati in coda, progettati per realizzare manovre orbitali. Ogni motore era in grado di generare 300 kg di spinta. Entrambi i motori vennero disabilitati permanentemente nell'aprile 1987 dopo l'arrivo del modulo Kvant 1 connesso all'attracco di coda.
Lo scopo principale del Modulo base durante la vita della stazione fu come area di soggiorno. Fu equipaggiato con un bagno, due cabine per il riposo, la privacy, l'intrattenimento con musica e film, equipaggiamento per l'esercizio fisico e per le cure mediche.
Nel giugno 1987, un terzo pannello solare fu realizzato per il Modulo base. Fu trasportato e consegnato con il Kvant 1.